# Hidenori Daidō
Hidenori Daidō (jap. 大同秀憲 Daidō Hidenori; ur. 7 kwietnia 1983 r. w prefekturze Fukui) – japoński wioślarz.

## Osiągnięcia
- Mistrzostwa Świata Gifu 2005 – czwórka ze sternikiem – 6. miejsce[1].
- Mistrzostwa Świata Poznań 2009 – dwójka bez sternika wagi lekkiej – 10. miejsce[1].